# Muchamedgali Sużikow
Muchamedgali Älenuły Sużikow (ros. Мухамедгали Аленович Сужиков, ur. 15 września 1910 w guberni astrachańskiej, zm. 14 sierpnia 1999) – radziecki i kazachski polityk, I sekretarz Komitetu Obwodowego KPK w Semipałatyńsku (1958-1960).
W latach 1927–1929 słuchacz kursów pedagogicznych przy Ludowym Komisariacie Edukacji Rosyjskiej FSRR, od 1929 kierownik szkoły młodzieży kołchozowej, później dyrektor fakultetu robotniczego technikum rybnego w Astrachaniu. Od 1932 w WKP(b), 1938-1943 przewodniczący komitetu wykonawczego rady rejonowej w okręgu astrachańskim, 1943 sekretarz okręgowego komitetu WKP(b) w Astrachaniu,  1944-1945 zastępca sekretarza Komitetu Obwodowego WKP(b) w Astrachaniu ds. hodowli. Od 1945 słuchacz Wyższej Szkoły Organizatorów Partyjnych przy KC WKP(b), później do 1948 Wyższej Szkoły Partyjnej przy KC WKP(b), 1948-1949 sekretarz Komitetu Obwodowego KP(b)K w Aktiubińsku ds. kadr, 1949-1950 sekretarz Aktiubińskiego Komitetu Obwodowego KP(b)K, 1950-1951 I sekretarz Komitetu Obwodowego KP(b)K w Aktiubińsku. Od 1951 do 12 czerwca 1954 sekretarz KC KP(b)K/KPK, od czerwca 1954 do stycznia 1958 I sekretarz Komitetu Obwodowego KPK w Kyzył-Ordzie, od stycznia 1958 do września 1960 I sekretarz Komitetu Obwodowego KPK w Semipałatyńsku. Od września 1960 do 1963 zastępca przewodniczącego Komisji Kontroli Państwowo-Radzieckiej Rady Ministrów Kazachskiej SRR, 1963-1965 przewodniczący Kazachskiego Komitetu Republikańskiego Związku Zawodowego Pracowników Kultury, 1965-1967 sekretarz Komitetu Obwodowego KPK w Kustanaju, 1967-1971 przewodniczący Państwowego Komitetu Rady Ministrów Kazachskiej SRR ds. Prasy, następnie na emeryturze. Odznaczony Orderem Czerwonego Sztandaru Pracy i dwoma Orderami „Znak Honoru”.